# هورست بيكل
هورست بيكل (بالألمانية: Horst Bickel)‏ (و. 1918 – 2000 م) هو طبيب ألماني، ولد في هامبورغ، كان عضوًا في الأكاديمية الألمانية للعلوم ليوبولدينا، توفي عن عمر يناهز 82 عاماً.